# كأس أوغندا 2000
كأس أوغندا 2000 (بالإنجليزية: 2000 Uganda Cup)‏ هو موسم من كأس أوغندا. فاز فيه نادي ناكيفوبو فيلا.